# Петер Артс
Петер Артс (нід. Peter Aerts; *25 жовтня 1970, Ейндговен, Північний Брабант, Нідерланди) — нідерландський спортсмен, професійний кікбоксер і спеціаліст зі змішаних бойових мистецтв (англ. MMA). Триразовий переможець Гран-прі K-1 у важкій ваговій категорії (1994, 1995, 1998 роки), триразовий фіналіст Гран-прі у важкій ваговій категорії (2006, 2007, 2010 роки). Чемпіон світу з муай тай у важкій ваговій категорії за версією WMTA (1991 рік). Чемпіон світу з кікбоксингу у важкій ваговій категорії за версією IKBF (1990 рік).